# Calvert (Texas)
Calvert es una ciudad ubicada en el condado de Robertson en el estado estadounidense de Texas. En el Censo de 2010 tenía una población de 1.192 habitantes y una densidad poblacional de 118,31 personas por km².

## Geografía
Calvert se encuentra ubicada en las coordenadas 30°58′45″N 96°40′18″O / 30.97917, -96.67167. Según la Oficina del Censo de los Estados Unidos, Calvert tiene una superficie total de 10.08 km², de la cual 10.08 km² corresponden a tierra firme y (0%) 0 km² es agua.

## Demografía
Según el censo de 2010, había 1.192 personas residiendo en Calvert. La densidad de población era de 118,31 hab./km². De los 1.192 habitantes, Calvert estaba compuesto por el 44.04% blancos, el 49.24% eran afroamericanos, el 0% eran amerindios, el 0.25% eran asiáticos, el 0% eran isleños del Pacífico, el 4.61% eran de otras razas y el 1.85% pertenecían a dos o más razas. Del total de la población el 12.84% eran hispanos o latinos de cualquier raza.